# Brockdorff-Palais

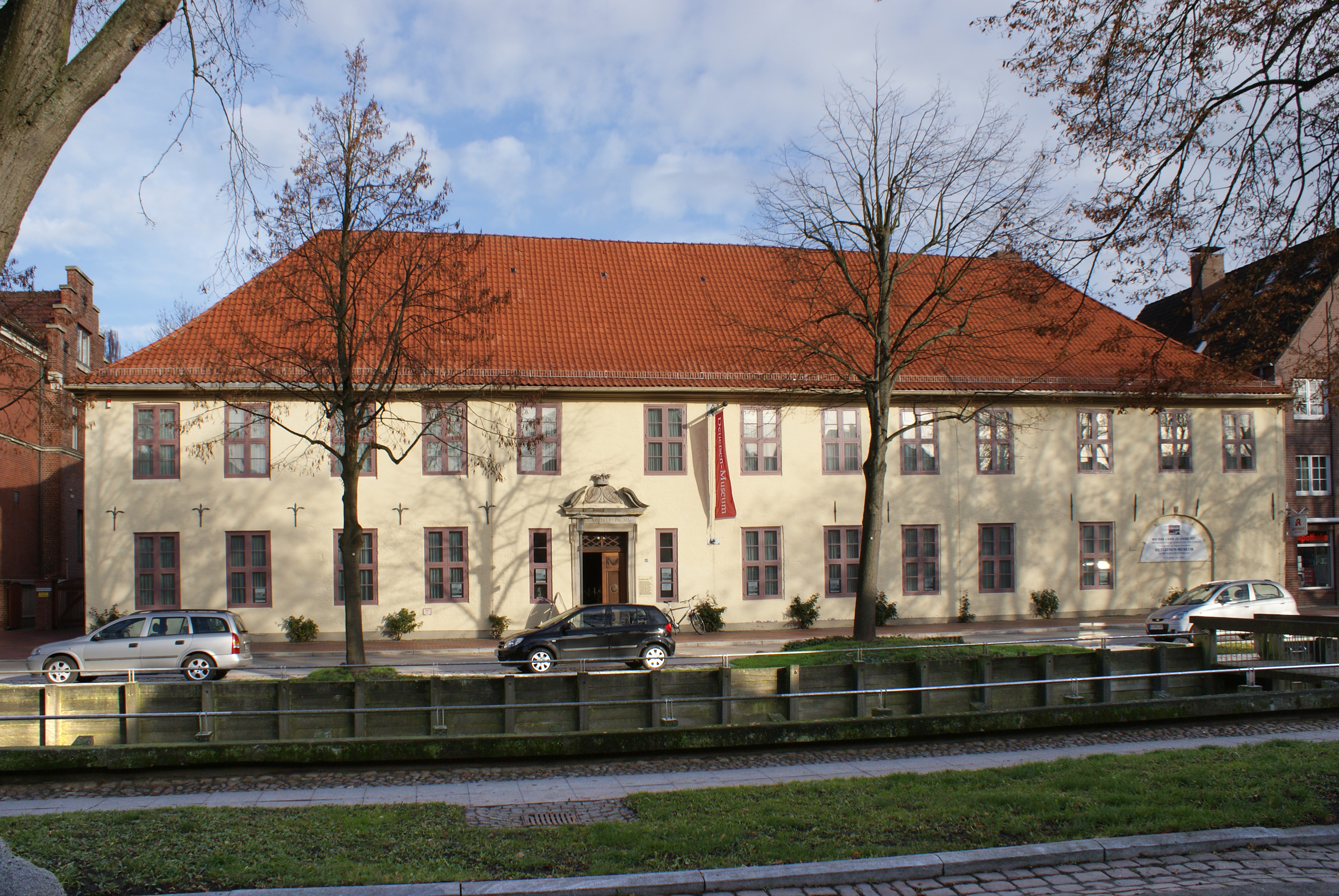
Flethseite des Brockdorff-Palais (2009)

Das Brockdorff-Palais in Glückstadt in Schleswig-Holstein ist ein früherer Adelshof. Das aus dem 17. Jahrhundert stammende Palais zählt neben dem Wasmer-Palais zu den bedeutendsten profanen Bauwerken der Stadt. Es beherbergt mit dem  Detlefsen-Museum eine Sammlung zur Geschichte von Glückstadt und seiner Umgebung.

## Eigentümer

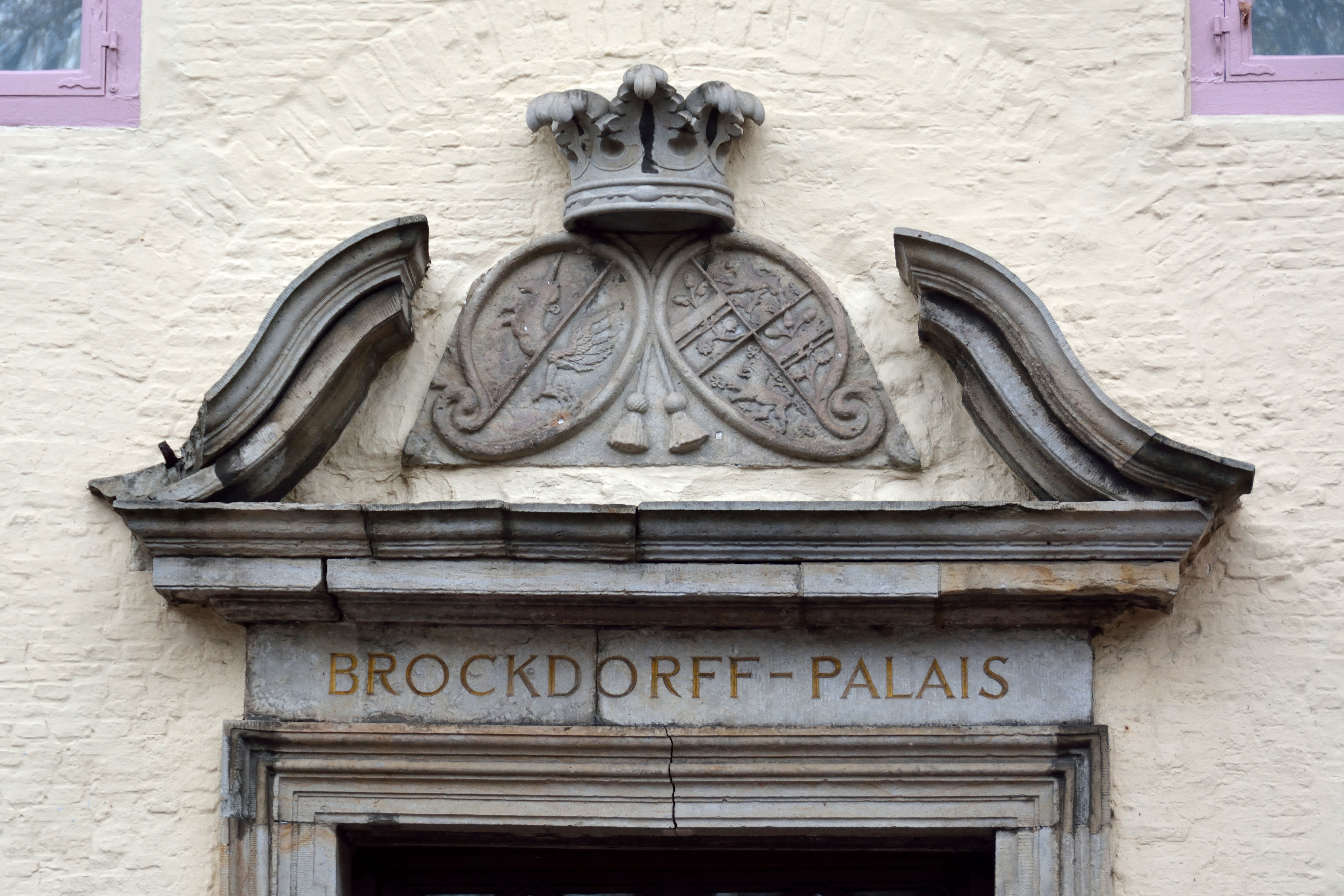
Portal

Das Brockdorff-Palais wurde in der Zeit des Dreißigjährigen Krieges für den damaligen Glückstädter Festungskommandanten Christian Graf von Pentz errichtet. Pentz verteidigte die Stadt 1627/28 erfolgreich vor den Truppen Wallensteins und stand dadurch in der Gunst des dänischen Königs Christian IV., der den Grafen darauf mit einer seiner Töchter aus der morganatischen Ehe mit Kirsten Munk, Sophie Elisabeth, vermählte. Das Palais diente dem Grafen als standesgemäßes Stadthaus des damals blühenden Glückstadt, doch aufgrund seiner Trunksucht wurde er später aus allen Ämtern entlassen und starb eingekerkert im Alter von 51 Jahren.   
In der Folgezeit wechselte das Haus mehrmals den Eigentümer und wurde von seinen neuen Eigentümern von einem Stadthaus der späten Renaissance in ein modernes barockes Palais umgebaut. Es gelangte 1727 an den Kanzleirat Rheder und war von 1802 bis 1877 für drei Generationen im Besitz der uradligen Holsteiner Familie Brockdorff. Der Leiter der schleswig-holsteinischen Kanzlei in Glücksburg und spätere Präsident des Oberappellationsgerichts in Schleswig Cay Lorenz von Brockdorff gab dem Haus seinen heutigen Namen. Ab dem Jahr 1900 nahm das Palais für 35 Jahre das Glückstädter Amtsgericht auf. Aufgrund zunehmender Mängel in der Bausubstanz drohte 1962 der Abriss, anschließend folgte eine erste Sanierung. Das heutige Museum fand seinen Platz ab 1969 in dem Haus, das 1992 noch einmal restauriert wurde.

## Baugeschichte
Das Palais wurde von 1631 bis 1632 durch die Baumeister Willem van Steenwinckel und H. Bolten errichtet. Es ist eines der ältesten erhaltenen Häuser Glückstadts, wo viele Bauten aus der Zeit der Stadtgründung – so auch das Glückstädter Schloss – aufgrund mangelnder Fundamentierung in dem feuchten Baugrund später abgetragen werden mussten. Das Palais ist ein langgestrecktes, dreizehnachsiges Haus, das mit seiner Traufenseite auf das Fleth ausgerichtet ist. Das Gebäude war ursprünglich komplett unverputzt. Die aus abwechselnden Schichten roter und gelber Backsteine errichteten Wände sind heute nur noch auf der Hofseite sichtbar. 
1727 wurde das ursprünglich neunachsige Gebäude um vier Fensterachsen nach Westen verlängert, der rückwärtige Flügel angefügt und eine zur Hofseite liegende Kapelle und der Treppenturm abgebrochen. Anstelle des Treppenturms wurde hinter dem Hauptportal ein repräsentatives Treppenhaus mit einer hölzernen Stiege eingefügt, das Portal erhielt seinen barocken Schmuck. Zur Flethseite reihen sich drei Räume mit bemalten Holzdecken von 1695 zu einer Enfilade.

## Detlefsen-Museum
Die Sammlungen des Museums entstanden bereits 1893 auf Anregung des Glückstädter Lehrers Detlef Detlefsen, der dem Haus auch seinen heutigen Namen gab. Es befasst sich als modernes regionalgeschichtliches Museum mit der Kunst- und Kulturgeschichte der Kremper- und Kollmarer Elbmarschen und präsentiert die kulturhistorische Entwicklung der Elbregion um Glückstadt als Residenzstadt Christian IV., als Toleranzstadt, Festungsstadt und Hauptstadt Holsteins. Die Sammlung enthält Grafiken, Gemälde und Textilien sowie kulturgeschichtliche Objekte aus den Bereichen Kunsthandwerk, Schifffahrt, Militär, Handel und Gewerbe, Leben und Arbeiten auf dem Land und in der Stadt. Mit einer Dauerausstellung und regelmäßigen Sonderausstellungen weckt das Museum Verständnis für (kultur)geschichtliche Zusammenhänge und bereichert das kulturelle und touristische Angebot der Stadt Glückstadt und der Region. Kulturelle Veranstaltungen wie Vorträgen, Konzerten, Theateraufführungen und Lesungen ergänzen das Angebot.